# Vailima Kiwi FC
Kiwi FC là một câu lạc bộ bóng đá Samoa đến từ Apia, hiện tại đang thi đấu ở Samoa National League.

## Danh hiệu

Old Kiwi SC Logo

- Samoa National League: 6

1984, 1985, 1997, 2011, 2012, 2014
- Samoa Cup: 2

2010, 2014

## Đội hình hiện tại
Đội hình của OFC Champions League 2016
Ghi chú: Quốc kỳ chỉ đội tuyển quốc gia được xác định rõ trong điều lệ tư cách FIFA. Các cầu thủ có thể giữ hơn một quốc tịch ngoài FIFA.
| Số | VT | Quốc gia         | Cầu thủ             |
| -- | -- | ---------------- | ------------------- |
| 1  | TM | Samoa            | Faalavelvae Matagi  |
| 2  | HV | Samoa            | Henry Pupi          |
| 3  | HV | Samoa            | Michael Bureta      |
| 4  | TĐ | Samoa            | Lapalapa Toni       |
| 5  | HV | Samoa            | Lawrie Letutusa Pio |
| 6  | HV | Quần đảo Solomon | Beato Apanai        |
| 7  | HV | Samoa            | Jarrell Sale        |
| 8  | TV | Quần đảo Solomon | Thomas Herowai      |
| 9  | HV | New Zealand      | Barry Lewis         |
| 10 | TĐ | Samoa            | Desmond Fa'aiuaso   |
| 11 | TV | Samoa            | Paulo Scanlan       |

| Số | VT | Quốc gia | Cầu thủ              |
| -- | -- | -------- | -------------------- |
| 12 | TĐ | Samoa    | Mike Saofaiga        |
| 13 | TV | Samoa    | Lionel Taylor        |
| 14 | TĐ | Samoa    | Penitito Tumua       |
| 15 | TĐ | Anh      | Tomas Mosquera       |
| 16 | TĐ | Samoa    | Luki Gosche          |
| 17 | TV | Samoa    | Isaia Fealofi        |
| 18 | TM | Samoa    | Lafi Ioane           |
| 19 | HV | Samoa    | Tamoto Fenika        |
| 20 | TV | Samoa    | Silao Malo           |
| 22 | TM | Samoa    | Faafua Ataga Laloata |